# William Lawes

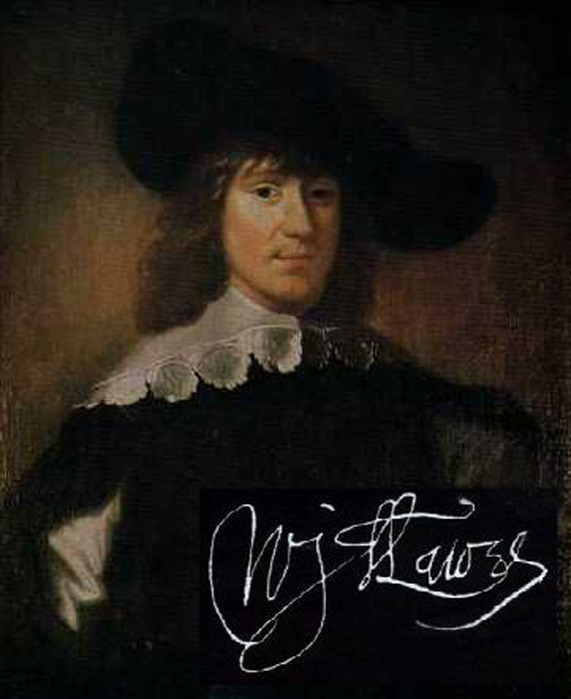
William Lawes

William Lawes (Salisbury, aprile 1602 – Rowton, 24 settembre 1645) è stato un musicista e compositore inglese.

## Biografia
Nacque nel Wiltshire e fu battezzato il 1º maggio 1602. Era figlio di Thomas Lawes, vicario corale alla Cattedrale di Salisbury e fratello di Henry Lawes anch'egli compositore di successo.
Il suo mecenate, Edward Seymour, I conte di Hertford, lo affidò al compositore Giovanni Coperario, che probabilmente presentò Lawes a Carlo, Principe di Galles. Sia William che suo fratello maggiore Henry ricevettero degli incarichi a Corte dopo che Carlo salì al trono con il nome di Carlo I. William venne nominato musicista per liuti e voce nel 1635 anche se aveva già scritto musica per la Corte prima di allora.
William Lawes passò la maggior parte della sua vita al servizio di Carlo I. Compose musica profana e canzoni per le masque della Corte (dove senza dubbio suonava anche), oltre che musica sacra come anthem e mottetti per il re. Egli è maggiormente ricordato per le sue suite per consort di viole, per complessi da tre a sei esecutori di viole da gamba. Il suo uso del contrappunto e della fuga e la sua tendenza a giustapporre bizzarri temi da brivido a quelli di natura pastorale, fecero sì che le sue opere divenissero non gradite al pubblico per diversi secoli dopo la sua morte. Sono tornate ad essere eseguite in anni molto recenti.
Quando Carlo I entrò in contrasto con il Parlamento, evento che portò alla guerra civile, Lawes si unì all'esercito realista ed ebbe un posto nella King's Life Guards, cosa che avrebbe dovuto metterlo al riparo da pericoli. Nonostante questo, venne mortalmente ferito da un colpo di fucile da un parlamentarista lungo la strada che portava alla Rowton Heath, vicino Chester, il 24 settembre 1645. Nonostante il re fosse in lutto per la morte del suo parente Bernard Stuart (ucciso nello stesso scontro), istituì un lutto speciale per Lawes, onorandolo con il titolo di Father of Musick. L'autore del suo epitaffio, Thomas Jordan, chiuse con un lacrimoso gioco di parole sul fatto che Lawes era morto per mano di coloro che negavano il diritto divino del re:
Will. Lawes was slain by such whose wills were laws.

## Discografia
- 1988 - Fantazia suites for violin, bass viol and organ, Music's Re-creation (Centaur, CRC 2385)
- 1988 - Suites pour une et trois lyra-violes, Jonathan Dunford, Sylvia Abramowicz & Sylvia Moquet (Adès, 465 607-2)
- 1991 - For ye violls: Consort setts in 5 & 6 parts, Fretwork & Paul Nicholson (Virgin Classics, 91187-2)
- 1994 - Sonatas for violin, bass viol and organ, London Baroque (Harmonia Mundi, HMA 1901493)
- 1994 - Fantasia Suites for two violins, bass viol and organ, The Purcell Quartet (Chandos, CHAN 0552)
- 1995 - Royall Consort Suites, The Purcell Quartet, con Nigel North e Paul O'Dette (Chandos, CHAN 0584/5)
- 1995 - Consort Music for Viols, Lutes and Theorbos, The Rose Consort of Viols, Timothy Roberts, Jacob Heringman & David Miller (Naxos, 8.550601)
- 1995 - Royall Consort Suites vol 1, The Greate Consort (ASV Gaudeamus, CD GAU146)
- 1995 - Concord is conquer'd: Consort setts for 5 & 6 viols. 4 Herrick songs. Pieces for lyra viol, Fretwork, Catherine Bott, Richard Boothby & Paul Nicholson (Virgin Classics, 5451472)
- 1996 - In loving memory. Psalms, songs adn elegies, The Consort of Musicke, dir. Anthony Rooley (Musica Oscura, 070972-2)
- 1997 - Royall Consort Suites vol 2, The Greate Consort (ASV Gaudeamus, CD GAU147)
- 1997 - The Royal Consort & lute songs, René Jacobs, Sigiswald Kuijken, Lucy van Dael, Wieland Kuijken, Toyohiko Satoh, Edward Witsenbug, Gustav Leonhardt (Sony Classical)
- 2000 - Consorts in four and five parts, Phantasm & Sarah Cunningham (Channel Classics, CCS 15698)
- 2002 - Consorts in six parts, Phantasm, Susanne Braumann & Varpu Haavisto (Channel Classics, CCS 17498)
- 2002 - Consort Sets in Five & Six Parts, Hespèrion XXI, dir. Jordi Savall (Alia Vox, 9823 A+B)
- 2002 - Knock'd on the head: William Lawes, music for viols, Concordia (Metronome, MET CD 1045)